# 猫ヘルパー-猫のしつけ教えます-
『猫ヘルパー～猫のしつけ教えます～』（ねこへるぱー、ねこのしつけおしえます 原題：My Cat from Hell）は、ディスカバリーチャンネルの動物専門チャンネルであるアニマルプラネットにて、2011年5月から放送されているアメリカのリアリティテレビシリーズ。昼は猫の行動学者であり、夜はミュージシャンでもあるジャクソン・ギャラクシーが、猫の飼い主の家を訪問し、飼い主と猫、または猫同士、猫と他のペットとの間の対立や行動の問題を解決する。
オリジナルのMy Cat from Hellとその日本化コンテンツの猫ヘルパー～猫のしつけ教えます～では、シーズン構成、シーズン中のエピソードの順番、話数等が異なる。
2020年7月のまでに、オリジナルのMy Cat from Hellでは、99のエピソードが放送されている。

## 指針
ジャクソン・ギャラクシーは、ほとんどの猫の行動上の問題は、居住環境におけるトリガー、医学的な問題、飼い主の猫の誤った扱いのいずれかに起因していると考えており、彼のアドバイスに従えば、どのような「問題のある猫」も助けることができるとしている。
猫には縄張り意識があり、家の中に自分の場所を必要としていること、そして、自分の場所を確立できなかった場合に自信を喪失し、結果として示威行為や、過度のマーキング等の問題行動に繋がるとしている。  

## 出演者
ジャクソン・ギャラクシー
声 - シーズン1のみ
番組ホストを務める猫の行動学の専門家

## エピソード

### シーズン1 (2011)
全3回
| 通算 話数    | シリーズ 話数 | タイトル                      | 放送日        |
| ------------ | ------------- | ----------------------------- | ------------- |
| 1            | 1             | "He Hates My Boyfriend"       | 2011年5月7日  |
| 登場猫: Bear |               |                               |               |
| 2            | 2             | "Fifi's Ruining My Love Life" | 2011年5月14日 |
| 登場猫: Fifi |               |                               |               |
| 3            | 3             | "Wildcat!"                    | 2011年5月21日 |
| 登場猫: Duff |               |                               |               |

### シーズン2 (2012)
全6回

### シーズン3 (2012)
全10回

### シーズン4 (2013)
全17回

### シーズン5 (2014)
全18回

### シーズン6 (2015)
全10回

### シーズン7 (2016)
全10回

### シーズン8 (2017)
全8回

### シーズン9 (2019)
全12回
| 通算 話数 | シリーズ 話数 | タイトル                 | 放送日        | 視聴者数 (百万人) |
| --------- | ------------- | ------------------------ | ------------- | ----------------- |
| 74        | 1             | "にゃんこ危機一髪"       | 2017年4月28日 | TBD               |
| 75        | 2             | "同居わんこの苦悩"       | 2017年5月5日  | TBD               |
| 76        | 3             | "おしっこバトル"         | 2017年5月12日 | TBD               |
| 77        | 4             | "吾輩は食いしん坊である" | 2017年5月19日 | TBD               |
| 78        | 5             | "セラピー猫を救え"       | 2017年6月2日  | TBD               |
| 79        | 6             | "罪の意識からの解放"     | 2017年6月9日  | TBD               |
| 80        | 7             | "いじめっ子猫"           | 2017年6月16日 | TBD               |
| 81        | 8             | "姉妹猫の確執"           | 2017年6月23日 | TBD               |
| 82        | 9             | "どう猛猫の悩み"         | 2017年6月30日 | TBD               |
| 83        | 10            | "恐怖の猫"               | 2017年7月7日  | TBD               |
| 84        | 11            | "野良猫捕獲大作戦"       | 2017年7月14日 | TBD               |
| 85        | 12            | "囚人と猫の幸せな関係"   | 2017年7月21日 | TBD               |